# Borne (Ardèche)
Borne é uma comuna francesa na região administrativa de Auvérnia-Ródano-Alpes, no departamento de Ardèche. Estende-se por uma área de 32,01 km². Em 2010 a comuna tinha 49 habitantes (densidade: 1,5 hab./km²).